# CodeStuff Starter
CodeStuff Starter est un logiciel gratuit de maintenance et d'optimisation du PC développé pour le système d'exploitation Windows.
Compatible avec Windows 9x, Me, NT, 2000, XP, Vista, 7, 8 et 10 et disponible en plus de 20 langues dont le français, il permet principalement de surveiller et gérer la liste de démarrage (« startup list »),,,.
Il permet ainsi de détecter et de désactiver les logiciels indésirables qui se sont incrustés dans la liste de démarrage et qui ralentissent inutilement le PC (comme les publiciels ou adware) ou représentent une menace (logiciel malveillant ou malware, logiciel espion ou spyware).
Il constitue le meilleur choix en matière de Startup Manager pour l'utilisateur moyen selon le site spécialisé Gizmo's Freeware

## Fonctionnalité principale
Comme son nom l'indique, la fonctionnalité principale de CodeStuff Starter consiste à permettre à l'utilisateur de visualiser, surveiller et gérer la liste de démarrage (« startup list ») c'est-à-dire la liste des programmes qui démarrent avec Windows à l'allumage du PC.
L'onglet « Démarrages » de CodeStuff Starter affiche les logiciels qui se lancent au démarrage avec, pour chacun d'entre eux, le nom du module, son emplacement, une description ainsi que le nom de son éditeur. 
Le programme affiche les clés cachées dans le registre, les raccourcis placés dans les dossiers Démarrage du menu Démarrer (Startup Folders), ainsi que les entrées dans les fichiers d'initialisation du système (INI files),,, pour l'utilisateur courant et pour tous les utilisateurs.
Pour chacun des logiciels listés, il permet :
- d'identifier le programme (ex ApnTBMon = Ask Toolbar Notifier), son emplacement et son éditeur ;
- de rechercher sur internet (via clic droit) des informations le concernant ;
- de désactiver temporairement son démarrage automatique[1] ;
- de supprimer définitivement son démarrage automatique[1] ;
- d'étendre le démarrage automatique de l'utilisateur courant vers tous les utilisateurs ou, au contraire, de le restreindre à l'utilisateur courant (en le changeant de « section »).

À l'inverse, CodeStuff Starter permet également d'ajouter des logiciels à la liste de ceux qui s'exécuteront automatiquement au démarrage du PC de façon, par exemple, à démarrer automatiquement le navigateur Web ou la suite bureautique à l'ouverture de session. Ceci se fait en cliquant sur le bouton « Nouveau », en sélectionnant dans l'onglet « Valeur » le fichier exécutable du logiciel concerné (situé dans le dossier Program Files) et en l'assignant à une « section » (Utilisateur courant ou Tous les utilisateurs, via registre ou Startup Folder).

## Autres fonctionnalités
CodeStuff Starter permet également de visualiser et surveiller les processus et services qui tournent sur le PC,.
Pour chacun des processus ou services listés, il permet, :
- d'identifier le programme (ex TBNotifier.exe = Ask Toolbar Notifier), son emplacement et son éditeur ;
- de rechercher sur internet (via clic droit) des informations le concernant ;
- de modifier sa priorité ;
- de l'arrêter.

Enfin, il affiche le pourcentage d'utilisation du CPU (processeur) dans une barre d'outil en bas de l'écran.

## Distinctions
- Choix de la rédaction de Clubic.com (09/09/2009)[6]
- Softpedia Editor's rating 4,5 étoiles[7]